# Política de Vitória da Conquista

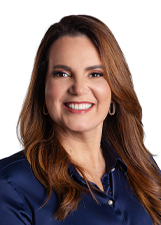
Atual prefeita de Vitória da Conquista, Sheila Lemos (UNIÃO)

A política de Vitória da Conquista se processa no âmbito da política estadual baiana e nacional brasileira. Na estrutura do federalismo no país, Vitória da Conquista é um município e, portanto, uma das unidades federativas do Brasil. sua história política é marcada por longas hegemonias de grupos político na chefia do executivo da cidade, como por exemplo, o Pedralismo, corrente político-ideológica, capitaneada pelo engenheiro José Fernandes Pedral Sampaio, que esteve no centro do poder por mais de uma década, tendo sido até a atualidade o único político que esteve a frente da prefeitura por três períodos, em momentos distintos.
No ano de 1996, a política do município passava por uma reviravolta, onde pela primeira vez desde o início da Ditadura Militar, a cidade elegeu um prefeito que não era vinculado à figura de José Pedral. Se tratava do médico Guilherme Menezes, então Deputado Estadual da Bahia, candidato do PT no pleito daquele ano, que venceu o candidato governista e também ex-prefeito Murilo Mármore, do Partido Liberal. A vitória de Menezes em 1996 dava início a um período de 20 anos no qual o município esteve governado pelo Partido dos Trabalhadores, onde o mesmo conseguiu se reeleger em 2000, o seu vice, José Raimundo Fontes, também do PT, conseguiu a vitória em 2004, em 2008 Guilherme é eleito para seu terceiro mandato a frente do executivo conquistense e em 2012 consegue a reeleição para mais um mandato de 4 anos.
Em 2016 a hegemonia de 20 anos de governo do PT é quebrada no município, com a vitória do radialista e ex-Deputado Estadual Herzem Gusmão Pereira, do PMDB, que venceu o candidato apoiado por Guilherme, o também ex-prefeito José Raimundo, que buscava o retorno ao paço municipal da praça Joaquim Correia. A vitória de Herzem foi considerada uma reviravolta na cidade, onde até os últimos anos da gestão Guilherme, a cidade sofria diversas crises em vários setores, como transporte, atrasos no fornecimento de água e falta de saneamento básico, tendo enfrentado diversas enchentes entre 2014 e 2016, além da alta incidência de criminalidade.
Herzem consegue a reeleição em 2020, mais uma vez sob um candidato do PT, que novamente apostou na candidatura do ex-prefeito José Raimundo, entretanto o prefeito veio a falecer no dia 18 de março de 2021, em decorrência de complicações da infecção por COVID-19, o qual fora contaminado durante o fim da campanha eleitoral no qual alcançou a vitória nas urnas, e até a conjuntura, fora o único prefeito que faleceu no exercício do mandato, estando apenas de licença do cargo no momento.
A atual prefeita do município é Ana Sheila Lemos Andrade, do UNIÃO, candidata à vice-prefeita eleita em 2020, na chapa de Herzem Gusmão (MDB), que assumiu a chefia do executivo após seu falecimento, e conseguiu a reeleição no pleito municipal realizado em 2024, sendo até a atualidade a única prefeita eleita em primeiro turno, após a implantação do segundo turno no município e a primeira mulher eleita para o cargo de prefeita na cidade.
A prefeita Sheila Lemos tem como vice-prefeito o médico ortopedista Dr. Aloísio Alan, do Republicanos.

## Histórico eleitoral
As eleições no município foram marcadas pelas seguintes candidaturas;
| Ano Eleitoral | Partido Vencedor | Candidato apoiado pelo então titular | Candidato vencedor           | Principal Oponente do Vencedor |
| ------------- | ---------------- | ------------------------------------ | ---------------------------- | ------------------------------ |
| 1972          | MDB              | Fernando Spínola (ARENA-1)           | Jadiel Matos (MDB-1)         | Fernando Spínola (ARENA-1)     |
| 1976          | MDB              | Sebastião Castro (MDB-2)             | Raul Ferraz (MDB-1)          | Sebastião Castro (MDB-2)       |
| 1982          | PMDB             | José Pedral Sampaio (PMDB-1)         | José Pedral Sampaio (PMDB-1) | Sebastião Castro (PMDB-2)      |
| 1988          | PMDB             | Murilo Mármore (PMDB)                | Murilo Mármore (PMDB)        | Sebastião Castro (PDT)         |
| 1992          | PSB              | José Pedral Sampaio (PSB)            | José Pedral Sampaio (PSB)    | Raul Ferraz (PMDB)             |
| 1996          | PT               | Murilo Mármore (PL)                  | Guilherme Menezes (PT)       | Murilo Mármore (PL)            |
| 2000          | PT               | Ele Mesmo                            | Ele Mesmo                    | Coriolano Sales (PMDB)         |
| 2004          | PT               | Ele Mesmo                            | Ele Mesmo                    | Coriolano Sales (PFL)          |
| 2008          | PT               | Guilherme Menezes (PT)               | Guilherme Menezes (PT)       | Herzem Gusmão (PSDB)           |
| 2012          | PT               | Ele Mesmo                            | Ele Mesmo                    | Herzem Gusmão (PMDB)           |
| 2016          | PMDB             | Zé Raimundo (PT)                     | Herzem Gusmão (PMDB)         | Zé Raimundo (PT)               |
| 2020          | MDB              | Ele Mesmo                            | Ele Mesmo                    | Zé Raimundo (PT)               |
| 2024          | UNIÃO            | Ela Mesma                            | Ela Mesma                    | Waldenor Pereira (PT)          |

## Poder executivo
O Poder Executivo do município de Vitória da Conquista é representado pela Prefeita, pelo Vice-prefeito e seu Gabinete de Secretários, seguindo o modelo proposto pela Constituição Federal. A Lei Orgânica do Município e o atual Plano Diretor da cidade, porém, determinam que a administração pública deva garantir à população ferramentas efetivas de manifestação da democracia participativa.

### Administração Direta

#### Secretarias Municipais
| Secretaria                                               | Titular              | Partido | Ref.          |
| -------------------------------------------------------- | -------------------- | ------- | ------------- |
| Secretaria Municipal da Casa Civil                       | Cel. Ivanildo Silva  |         | [ 22 ]        |
| Secretaria Municipal de Comunicação                      | Daniela Oliveira     |         | [ 23 ]        |
| Secretaria Municipal de Cultura                          | Xangai               |         | [ 24 ]        |
| Secretaria Municipal do Desenvolvimento Econômico        | Marcos Ferreira      |         | [ 25 ]        |
| Secretaria Municipal de Desenvolvimento Rural            | Breno Pereira Farias |         | [ 26 ]        |
| Secretaria Municipal de Desenvolvimento Social           | Michael Farias       |         | [ 27 ]        |
| Secretaria Municipal de Educação                         | Edgard Larry         |         | [ 28 ]        |
| Secretaria Municipal de Esportes                         | Chico Estrella       | PDT     | [ 29 ] [ 30 ] |
| Secretaria Municipal de Finanças e Execução Orçamentária | Rodrigo Cardoso      |         | [ 31 ]        |
| Secretaria Municipal de Gestão e Inovação                | Romar Souza Barros   |         | [ 32 ]        |
| Secretaria Municipal de Governo                          | Geanne de Cássia     |         | [ 33 ]        |
| Secretaria Municipal de Infraestrutura Urbana            | Jackson Yoshiura     | PL      | [ 34 ] [ 35 ] |
| Secretaria Municipal de Meio Ambiente                    | Ana Cláudia Passos   |         | [ 36 ]        |
| Secretaria Municipal de Mobilidade Urbana                | Edmário Freitas      |         | [ 37 ]        |
| Secretaria Municipal de Políticas para Mulheres          | Viviane Santos       |         | [ 38 ]        |
| Secretaria Municipal de Saúde                            | Fernanda Maron       | UNIÃO   | [ 39 ]        |
| Secretaria Municipal de Serviços Públicos                | Luís Paulo Sousa     | PSDB    | [ 40 ] [ 35 ] |
| Procuradoria-Geral do Município                          | Jônatan Nunes        |         | [ 41 ]        |

### Administração Indireta

#### Fundação Pública de Saúde de Vitória da Conquista (FSVC)
A Fundação Pública de Saúde de Vitória da Conquista (FSVC) é uma entidade vinculada a secretaria municipal de saúde do município responsável pelo gerenciamento dos equipamentos médicos e hospitalares da cidade, como o Hospital Municipal Esaú Matos, que além de Vitória da Conquista atende mais 89 cidades da região sudoeste da Bahia e norte de Minas Gerais, o Laboratório Central Municipal, o Banco de Leite Humano, além da Clínica Municipal de Reabilitação e Ambulatório de Saúde Mental.

#### Empresa Municipal de Urbanização de Vitória da Conquista (EMURC)
Em 23 de novembro de 1977, durante a gestão do prefeito Raul Ferraz foi criada a Empresa Municipal de Urbanização de Vitória da Conquista, mais conhecida como EMURC, uma empresa pública municipal com personalidade jurídica de direito privado, implementada por meio da Lei Municipal 134/77, com o objetivo de implantar planos urbanísticos, executar e fiscalizar serviços de caráter econômico, podendo realizá-los também nos municípios vizinhos ou distrito municipais pertencentes à região administrativa da qual Vitória da Conquista é sede.

## Poder Legislativo
O Poder Legislativo do município de Vitória da Conquista é representado pela Câmara Municipal da cidade, formada por 23 vereadores, tendo o vereador Ivan Cordeiro (PL) como presidente da casa desde 1.º de janeiro de 2025.
Em 1840, através da Lei 124 de 19 de Maio, sancionada pelo então presidente da província da Bahia, Tomás Xavier Garcia d'Almeida, que o Distrito da Vitória foi desmembrado de Caitité, sendo elevado à condição de Vila, com a consequente instalação da sua Câmara Municipal no dia 9 de novembro do mesmo ano.
Após a queda do Império do Brasil e implantação da República em 1889, mas precisamente em junho de 1891, a Imperial Vila da Vitória passou a ser chamada de Cidade de Conquista, deixando de ser Vila, passando a receber o status de Cidade. Somente através do Decreto Estadual n° 141 de 31 de dezembro de 1943, que o município passou a denominar-se Vitória da Conquista.